# Joanis Papapetru
Joanis Papapetru (gr. Ιωάννης Παπαπέτρου; ur. 30 marca 1994 w Patrasie) – grecki koszykarz występujący na pozycji niskiego skrzydłowego, reprezentant kraju, obecnie zawodnik Panathinaikosu Ateny.

## Osiągnięcia
Stan na 14 kwietnia 2022, na podstawie, o ile nie zaznaczono inaczej.

### Drużynowe
- Mistrz Grecji (2015, 2016, 2019–2021)
- Wicemistrz:
  - Euroligi (2015, 2017)
  - Grecji (2014, 2017, 2018)
- Zdobywca:
  - pucharu:
    - Interkontynentalnego FIBA (2014)
    - Grecji (2019, 2021)

  - Superpucharu Grecji (2021)
- Finalista Pucharu Grecji (2018)

### Indywidualne
- MVP:
  - ligi greckiej (2021)
  - Pucharu Grecji (2021)
- Najlepszy młody zawodnik ligi greckiej (2016)
- Zaliczony do I składu ligi greckiej (2019, 2021)
- Lider strzelców finałów Pucharu Grecji (2021)

### Reprezentacja
Seniorów
- Uczestnik:
  - mistrzostw:
    - świata (2019 – 11. miejsce)
    - Europy (2017 – 8. miejsce)

  - kwalifikacji:
    - olimpijskich (2016 – 3. miejsce)
    - europejskich do mistrzostw świata (2017 – 2. miejsce)

Młodzieżowe
- Uczestnik mistrzostw Europy:
  - U–20 (2013 – 5. miejsce)
  - U–16 (2009 – 14. miejsce, 2010 – 10. miejsce)